# Naidăș
Naidăș – wieś w Rumunii, w okręgu Caraș-Severin, w gminie Naidăș. W 2011 roku liczyła 854 mieszkańców. 